# Rheinbraun

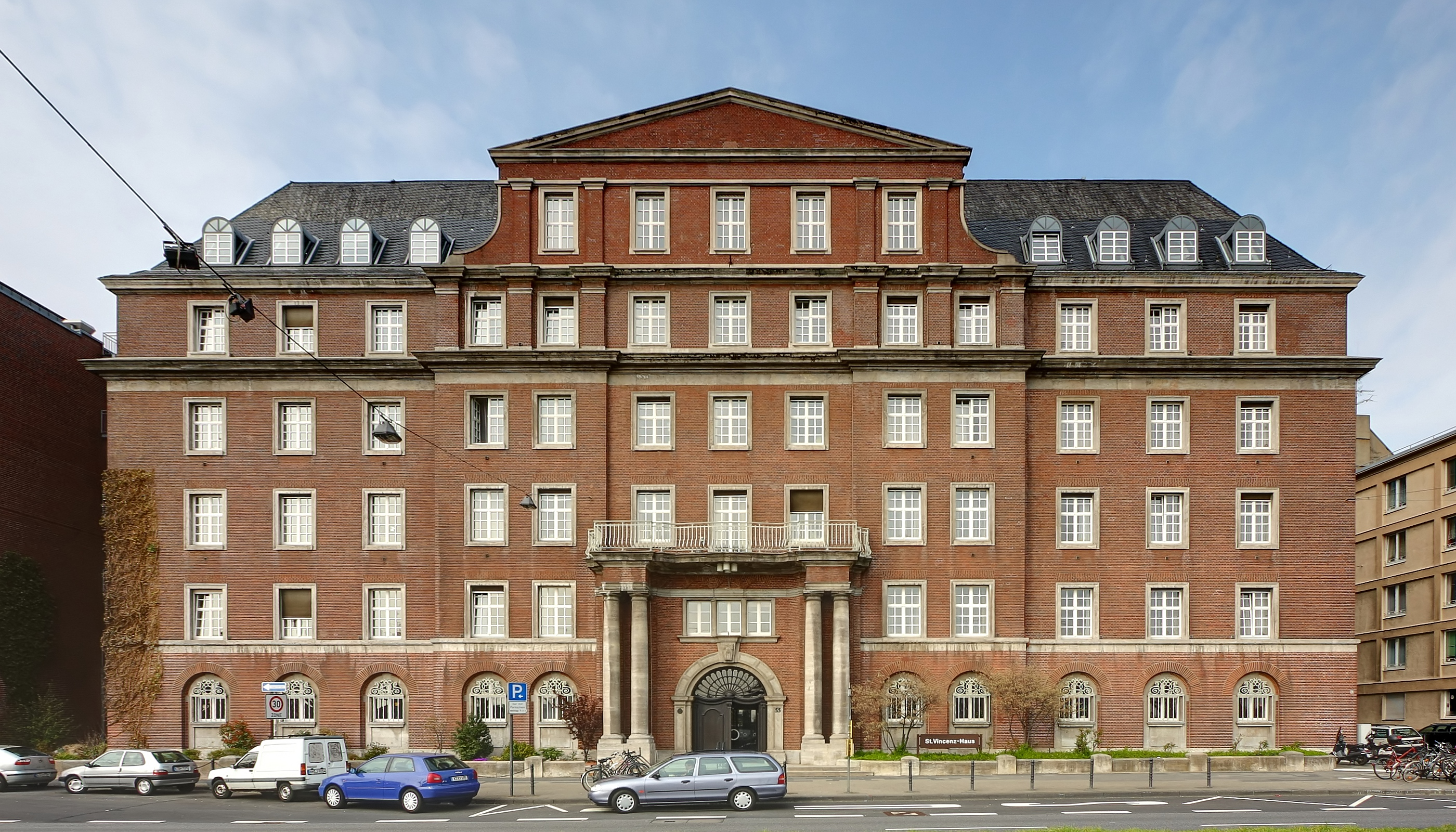
Ehemaliges Verwaltungsgebäude in Köln, Konrad-Adenauer-Ufer 55, Architekt: Heinrich Müller-Erkelenz, Baujahr: 1922/23, heute Altenheim St. Vincenz

Aktie über 300 RM der Rheinischen AG für Braunkohlenbergbau und Brikettfabrikation vom 27. Juli 1929

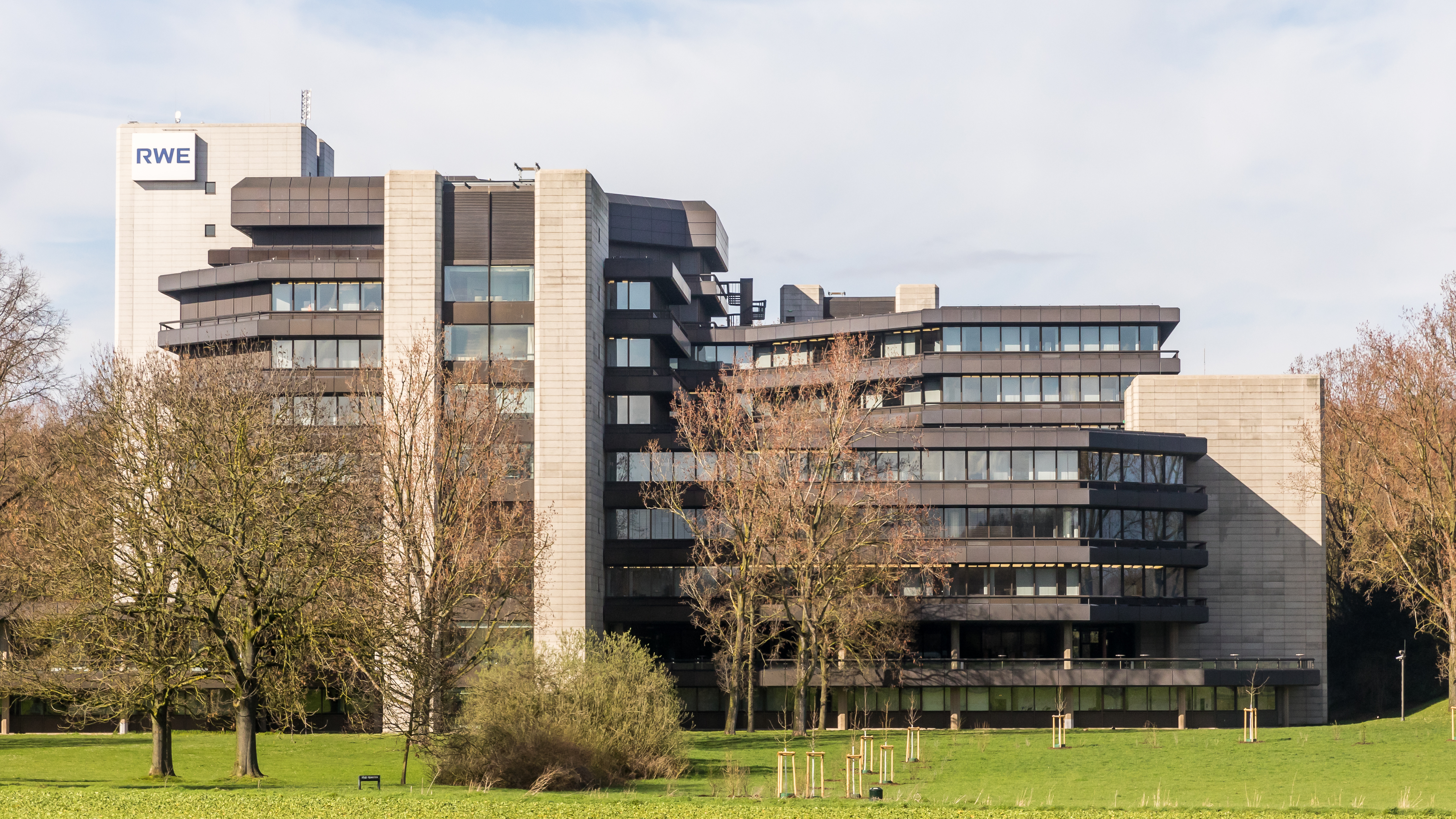
Verwaltungsgebäude der RWE Power (vormals Rheinbraun) im Kölner Grüngürtel

Rheinbraun (vormals ab 1908 Rheinische AG für Braunkohlenbergbau und Brikettfabrikation, kurz RAG, von 1960 bis 1989 Rheinische Braunkohlenwerke AG) war ein Braunkohlebergbau- und Energieversorgungsunternehmen, das Tagebaue, Kraftwerke, Brikettfabriken und Veredlungsbetriebe im rheinischen Braunkohlerevier betrieb.
Seit Oktober 2003 ist Rheinbraun vollständig in der RWE Power AG aufgegangen. Den Namen Rheinbraun tragen seitdem nur noch Tochtergesellschaften von RWE Power, die für den Vertrieb von Veredelungsprodukten aus der Braunkohle (z. B. Braunkohlenstaub) zuständig sind.

## Unternehmensgeschichte
Das Unternehmen wurde 1898 als Gewerkschaft (später AG) Fortuna mit Sitz in Bedburg gegründet. Im Jahre 1908 fusionierte Fortuna mit der Liblarer Grube Donatus und den Brühler Gruhlwerken zur Rheinischen Aktiengesellschaft für Braunkohlenbergbau und Brikettfabrikation (RAG) mit Sitz in Köln. 1910/12 stieg das Unternehmen über seine Tochter Rheinisches Elektrizitätswerk im Braunkohlenrevier AG in die Elektrizitätswirtschaft ein und versorgte u. a. die Stadt Köln mit Strom.
In der Folge wurde das Unternehmen unter Führung des Bedburgers Paul Silverberg zu einem bedeutenden deutschen Braunkohlekonzern. 1924 erwarb man eine Beteiligung an der Harpener Bergbau AG, die bis 1933 sukzessive erweitert wurde.
In der Zwischenzeit geriet das Unternehmen aber in den Blickwinkel des Rheinisch-Westfälischen Elektrizitätswerks (RWE), das die Fortuna-Lagerstätten zur Ergänzung der eigenen Roddergrube erwerben wollte, um das Kraftwerk Goldenberg dauerhaft mit Braunkohle versorgen zu können. 1933 übernahm das RWE nach einer Intrige von Friedrich Flick, Albert Vögler und Fritz Thyssen gegen Paul Silverberg das Unternehmen und schloss einen Unternehmensvertrag zwischen Roddergrube und RAG.
Im Jahr 1934 wurde die RAG ein Gründungsmitglied der Braunkohle-Benzin AG (BRABAG) und erwarb bis 1944 sukzessive mit den größten Aktienanteil an der Gesellschaft. Darüber hinaus gründete die RAG im Jahr 1937 als Tochterunternehmen die Union Rheinische Braunkohlen Kraftstoff AG, die unter anderem in Wesseling nach dem Bergius-Pier-Verfahren aus heimischer Braunkohle synthetische Kraftstoffe herstellte.
Ende 1959 kam es auf Druck der Rheinisch-Westfälischen Elektrizitätswerk AG und wegen der zunehmenden wirtschaftlichen Schwierigkeiten zur großen Fusion im Rheinischen Revier: RAG und Roddergrube schlossen sich mit der Braunkohlen-Industrie AG aus Weisweiler (heute Stadtteil von Eschweiler) und der Braunkohlenbergwerke Neurath AG aus Düsseldorf unter der neuen Firma Rheinische Braunkohlenwerke AG zusammen.
1989 wurde die Firma des Unternehmens in Rheinbraun AG geändert. Die Rheinbraun wurde im RWE-Konzern als hundertprozentige Tochter geführt. Rund 15 Prozent der elektrischen Energie in Westdeutschland wurde aus Braunkohle der Rheinbraun AG gewonnen.
Die Rheinbraun betrieb für den Kohletransport ein eigenes Kohlenbahnnetz, das an die RWE Power überging. Diese Strecken sind mit 50 Hz Einphasenwechselstrom von 6 kV elektrifiziert, daher wurden spezielle Lokomotiven angeschafft. Dies ist heute die einzige Anwendung von 50 Hz Einphasenwechselstrom für Bahntraktion in den alten Bundesländern. (Die Höllentalbahn im Schwarzwald wurde bereits 1960 von 50 Hz auf 162⁄3 Hz umgestellt.)

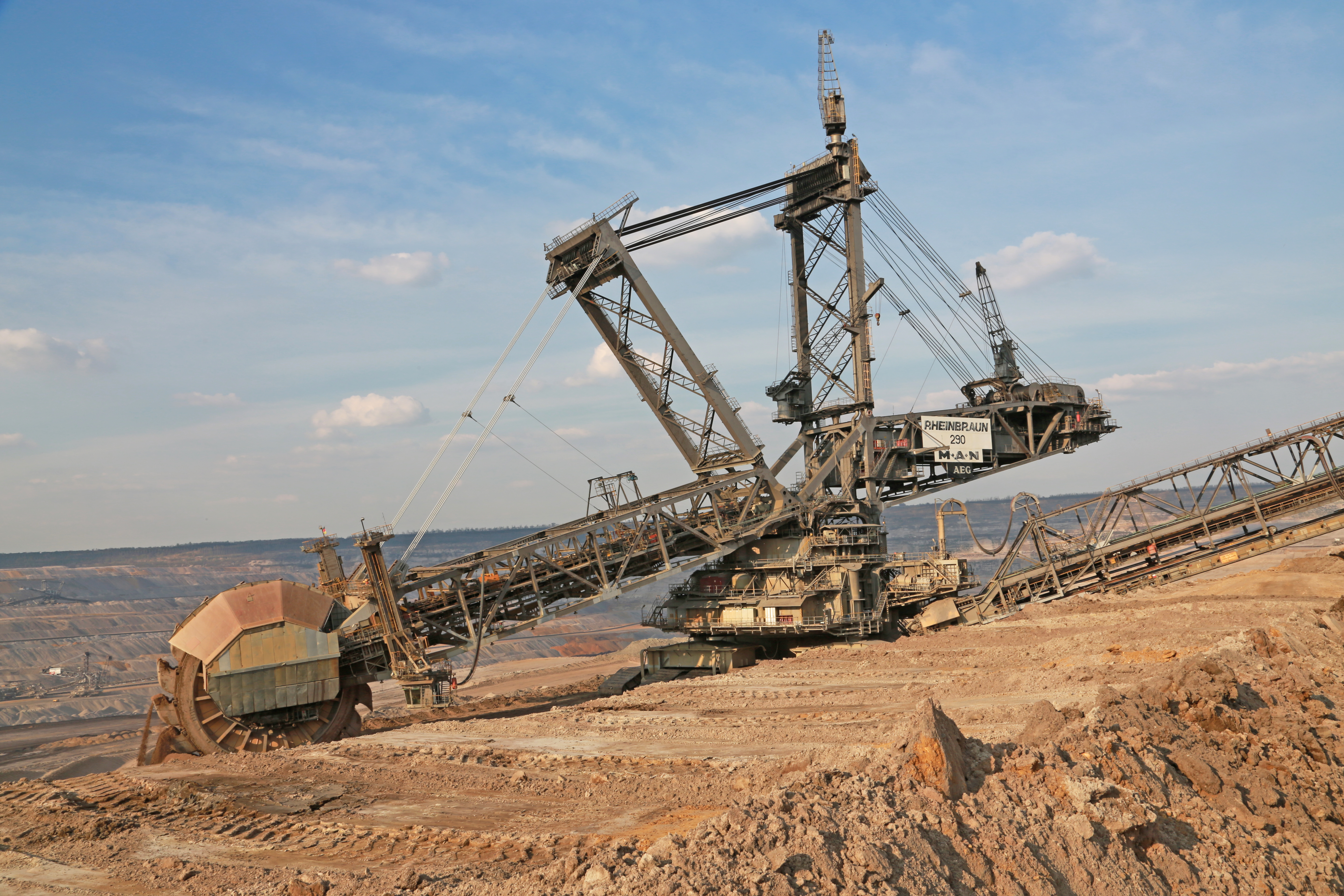
Schaufelradbagger 290 in Hambach beim Tiefschnitt

Nach der Fusion zwischen RWE und VEW im Jahr 2000 wurde der Name in RWE Rheinbraun AG geändert. Im Zuge dieser Umstrukturierung wurden die Braunkohlenkraftwerke im rheinischen Braunkohlenrevier der RWE Rheinbraun AG zugeordnet. Somit war aus dem reinen Braunkohleförderer und -veredeler ein Braunkohleverstromer geworden. Gleichzeitig wurde dabei die RWE Power AG geschaffen, deren Kerngeschäft die Stromerzeugung in Steinkohlen-, Kernkraft- und Laufwasserkraftwerken ist.
Im Oktober 2003 wurden im Rahmen der Umstrukturierung des gesamten RWE-Konzerns die beiden stromerzeugenden Gesellschaften RWE Rheinbraun AG und RWE Power AG unter dem Namen RWE Power AG mit Sitz in Essen und Köln zusammengefasst.
Nur die Firmen einiger ehemaliger Tochterunternehmen der Rheinbraun, welche sich dem Vertrieb von tagebaunahen Dienstleistungen und Produkten widmen, beinhalten weiterhin den Namen „Rheinbraun“.